# 塞勒姆鎮區 (愛荷華州亨利縣)
塞勒姆鎮區（英語：Salem Township）是位於美國愛荷華州亨利縣的一個行政鎮區。

## 地方資料
根據2010年美國人口普查的數據，塞勒姆鎮區的面積為94.63平方千米，當中陸地面積為94.55平方千米，而水域面積為0.08平方千米。當地共有人口926人，而人口密度為每平方千米9.79人。